# 5"/54 Mark 45
127 мм артилерийска установка Mark 45 е американска корабна универсална артилерийска установка калибър 127 mm. Състои на въоръжение на корабите на ВМС на САЩ от 1971 г., и е приета на въоръжение от ВМС на Австралия, Нова Зеландия, Гърция, Испания, Турция и Тайланд. Артилерийската установка Mark 45 става развитие на АУ Mark 42. Произвежда се от корпорацията FMC. Към 2008 г. са разработени пет модификации на АУ: Mod. 0 – 4, от които само Mod. 3 не е приета на въоръжение.

## Задействани структури
В производството на артилерийските установки и боеприпасите към тях са задействани следните производители на ВПК на САЩ:
- FMC Corporation, Northern Ordnance Division, Минеаполис, Минесота – производство на артилерийските установки (главен и основен доставчик); General Electric Co., Armament Systems Department, Бърлингтън, Върмонт (алтернативен доставчик, произведени 56 установки);[4]
- American Manufacturing Company of Texas, Форт Уърт, Тексас – производство на петдюймови снаряди;
- Maxson Electronics Corp., Мейкън, Джорджия – производство на дънни взриватели Mk 31 Mod 2 за снарядите.

## История на производството
Всичко за периода 1971 – 2008 г. са произведени около 870 артилерийски установки Mark 45 от всички модификации. Модификацията 0 е приета на въоръжение през 1971 г., модификация 1 – през 1980 г., модификация 2 – около 1988 г. и последната от модификациите – Mod. 4 – е приета на въоръжение на корабите през 2000 г.

## Характеристики

### Mod. 0 – 2
- Калибър – 127 мм
- Дължина на ствола – 6858 мм
- Дължина на ствола в калибри – 54
- Скорострелност – 20 изстрела в минута (максимална), 10 изстрела в минута с управляеми боеприпаси
- Максимална далечина на стрелбата (при ъгъл = 47°) – 23,130 м
- Далечина на ефективната стрелба – 15 000 м
- Досегаемост по височина (при ъгъл = 65°) – 8000 м
- Ъгъл на вертикално насочване – от – 15 до +65°
- Ъгъл на хоризонтално насочване – ±170°
- Скорост на вертикалното насочване – 20°/с
- Скорост на хоризонталното насочване – 30°/с
- Тегло на артустановката – 24,6 тона
- Дължина на отката на оръдието – 48 – 61 см (при различните ъгли на водене на огъня)
- Радиус на обметание по кула -
- Жизнен цикъл – 7000 изстрела
- Численост на обслуживащия персонал – 6 души
- Боеприпаси – Mark 68 HE-CVT (31,1 кг), Mark 80 HE-PD (30,7 кг), Mark 91 Illum-MT – (29,0 кг), Mark 116 HE-VT (31,6 кг), Mark 127 HE-CVT (31,1 кг), Mark 156 HE-IR – (31,3 кг)[~ 3]. Дължина на всичките боеприпаси – 66 см
- Боекомплект – 680 (на разрушителите „Арли Бърк“)
- Начална скорост на снаряда – м/с
- Налягане – кг/см²

### Mod. 4
- Калибър – 127 мм
- Дължина на ствола – 7874 мм
- Дължина на ствола в калибри – 62
- Скорострелност – 16 – 20 изстрела в минута (максимална), 10 изстрела в минута с управляеми боеприпаси
- Максимална далечина на стрелбата – 36,6 – 38,8 км (при стрелба със снаряди ERGM – до 115 км)
- Далечина (при ъгъл = 47°) – 23,660 м
- Далечина на ефективната стрелба – 15000 м
- Досегаемост по височина (при ъгъл = 65°) – 7000 м
- Ъгъл на вертикално насочване – от – 15° до +65°
- Ъгъл на хоризонтално насочване – ±170°
- Скорост на вертикалното наведения – 20°/с
- Скорост на хоризонтално насочване – 30°/с
- Тегло на артустановката – 24,6 тона
- Дължина на отката на оръдието – 58 – 76 см (при различните ъгли на водене на огъня)
- Жизнен цикъл – 7000 изстрела
- Численост на обслужващия персонал – 6 души.
- Боеприпаси – Mark 80 HE-PD (тегло на снаряда=30,7 кг)

Mark 91 Illum-MT – (тегло на снаряда=29,0 кг)
Mark 116 HE-VT – (тегло на снаряда=31,6 кг)
Mark 127 HE-CVT – (тегло на снаряда=31,1 кг)
Mark 156 HE-IR – (тегло на снаряда=31,3 кг)
Mark 172 HE-ICM (Cargo Round) – няма данни
ERGM – (тегло на снаряда=50 кг)
BTERM – (тегло на снаряда=43,5 кг) Дължина на всичките боеприпаси – 66 см (с изключение на ERGM и BTERM – 155 см)
- Боекомплект – 680 обикновени изстрела или 230 обикновени + 230 изстрела ERGM (на разрушителите „Арли Бърк“)
- Начална скорост на снаряда —
  - снаряд Mark 80 с патрон Mark 67 – 831 м/с
  - снаряд Mark 80 с патрон EX-175 – 1,052 м/с
  - снаряд Mark 91 с патрон Mark 67 – 838 м/с
  - снаряд ERGM с патрон EX-167 – 838 м/с
- Налягане – 2,758 кг/см² (при изстрел с патрон Mark 67), 4,570 кг/см² (при изстрел с патрон EX-167).

## Кораби, въоръжени с артсистемата
С артилерийска установка Mark 45 Mod. 0 – 2 разполагат корабите от следните типове:
- САЩ
  - ВМС на САЩ
- Ракетни крайцери тип „Калифорния“ – по 2 на всеки кораб
- Ракетни крайцери тип „Вирджиния“ – по 2 на всеки кораб
- Универсални десантни кораби тип „Тарава“ – по 3 (по-късно са свалени)
- Ракетни крайцери тип „Тикондерога“ – по 2 на всеки кораб
- Разрушители тип „Спрюенс“ – по 2 на всеки кораб
- Разрушители тип „Кид“ – по 2 на всеки кораб
- Разрушители тип „Арли Бърк“ (DDG-51 – DDG-80) – по 1 на всеки кораб
- Австралия
  - Кралски военноморски сили на Австралия
- Фрегати тип „Анзак“

Артилерийска установка Mark 45 Mod. 4 носят корабите от следните типове:
- Разрушители тип „Арли Бърк“ (DDG-81 – DDG-112)— по 1 на всеки кораб
- Кораби за управление и поддръжка тип „Абсалон“ (Дания)
- Разрушители тип „Крал Седжон“ (Южна Корея)
- Разрушители тип „Атаго“ (Япония)

- Артилерийска установка Mark 45 Mod. 2
- Артилерийска установка Mark 45 Mod. 4

## Коментари
1. ↑  Буквите показват принадлежността към определен класː ВВ – линкор, СС, CL, СА – съответно линеен, лек или тежък крайцер, CV – самолетоносач, DD – разрушител, SS – подводница и т.н.
2. ↑  Данните са за Mod. 0 – 2
3. ↑    - HE-PD = High Explosive, Point Detonating Fuze
  - HE-VT = High Explosive, Variable Time Fuze
  - HE-CVT = High Explosive, Controlled Variable Time Fuze
  - HE-IR = High Explosive, Infrared Fuze
  - Illum-MT = Illumination, Mechanical Time Fuze
  - MT-PD = Mechanical Time, Point Detonating Fuze
4. ↑    - HE-PD = High Explosive, Point Detonating Fuze
  - HE-VT = High Explosive, Variable Time Fuze
  - HE-CVT = High Explosive, Controlled Variable Time Fuze
  - HE-IR = High Explosive, Infrared Fuze
  - Illum-MT = Illumination, Mechanical Time Fuze
  - MT-PD = Mechanical Time, Point Detonating Fuze